# Aminata Camara (Leichtathletin, 1973)
Aminata Camara (* 6. Dezember 1973) ist eine malische Leichtathletin. Sie war 1996 Teilnehmerin der Olympischen Spiele.

## Leben
Bei den Olympischen Spielen 1996 in Atlanta startete sie bei dem Wettbewerb 100 m Hürden (Frauen) und schied in der Vorrunde beim Vorlauf 4 mit 14,94 Sekunden als letzte Läuferin des Rennens aus. Bei den Leichtathletik-Hallenweltmeisterschaften 1997 in Paris lief Camara beim 60-Meter-Hürdenlauf die Strecke in 9,08 Sekunden. In Dakar bei den Leichtathletik-Afrikameisterschaften 1998 lief sie die 100 m Hürden in 15,46 Sekunden und erlangte damit den 8. Platz.

## Persönliche Bestleistungen
- 100-Meter-Hürdenlauf: 14,94 s (1996)
- 60-Meter-Hürdenlauf (Halle): 9,08 s (1997)